# 多連装ロケットシステム指揮装置
多連装ロケットシステム指揮装置（たれんそうロケットシステムしきそうち）は、陸上自衛隊の装備。野戦特科部隊の多連装ロケットシステムMLRSが配備された隊に装備される。製作は東芝。

## 特徴
多連装ロケットシステムが迅速・正確に、最も効果的に運用できるよう統制する。地図、状況図を電子的に表示できるため、正確な統制が行える。通信手段には無線及び有線伝導を使用している。

## 構成
大隊指揮装置、中隊指揮装置、小隊指揮装置、各指揮装置データ伝送装置の各種があり、シェルター式のものを73式大型トラック（3 1/2tトラック）に積載して運用される。